# Прилуцький Юрій Іванович
Ю́рій Іва́нович Прилу́цький — доктор фізико-математичних наук (1998), професор біофізики (2007), фахівець в царині нанобіотехнологій.
Заслужений діяч науки і техніки України (2020).

## Життєпис
Народився 1965 року в селі Носиківка (Шаргородський район, Вінницька область). 1989 року закінчив фізичний факультет Київського національного університету. Протягом 1989—1992 років проходив аспірантуру, захистив кандидатську дисертацію.
Від 1995 по 1998 року проходив докторантуру на фізичному факультеті Київського національного університету, захистив докторську дисертацію (за напрямом теоретичної фізики).
Від того часу працює в Київському національному університеті. Молодший науковий співробітник, науковий співробітник, асистент; від 1998-го — доцент. З 2001 року — професор біологічного факультету, в 2007-2008-х — кафедри фізики функціональних матеріалів. В 2009—2010 роках — старший науковий співробітник та завідувач науково-дослідної лабораторії. Від 2009 року й надалі — керівник в галузі біофізики Українсько-німецького науково-навчального центру з нанобіотехнології. З 2010 року — професор кафедри біофізики, ННЦ «Інститут біології» КНУ.

## Відзнаки
- Почесна грамота МОН України (2005)
- Подяка мера Києва (2006)
- лауреат нагороди Ярослава Мудрого Академії наук Вищої школи України — за цикл наукових робіт з вивчення молекулярних механізмів м'язового скорочення (2006)
- відмінник освіти України (2008)
- переможець Всеукраїнського конкурсу «Винахід–2010» у галузевій номінації «медицина, біотехнології, агропром» — за комплекс винаходів «використання нанотехнологій для лікування злоякісних новоутворень»
- лауреат Державної премії України в галузі науки і техніки (2020)[2]

Від 1992 року — член Українського фізичного товариства, в 1999—2000 роках — член Американського фізичного товариства. Від 2000 року — член Українського біофізичного товариства. Починаючи 2005 роком — академік Академії наук Вищої освіти України.

## Наукова та педагогічна діяльність
Сфера наукових інтересів: наноструктури для біомедичних цілей
- розроблені технології застосування фулеренів С60 для пригнічення росту злоякісних пухлин та метастазування
- технології багатостінних вуглецевих нанотрубок для деструкції пухлинних клітин внаслідок фототермічної дії
- технології одностінних вуглецевих нанотрубок для корекції функції кровообігу за патологічних станів центрального ґенезу (як то гіпертонія, хвороба Паркінсона).

Як педагог підготував 5 кандидатів наук.
Науковий доробок: 254 статті, 20 навчальних посібників і методичних розробок, 7 патентів.
Серед робіт: «Теоретичні та експериментальні основи біофізики електричних явищ», 2006, співавтори Т. Л. Давидовська, М. С. Мірошниченко, О. В. Жолос.
Серед патентів: Серед патентів:
- «Спосіб лікування ран», 2016 — співавтори Власов Олександр Олексійович, Сандомирський Борис Петрович, Ковальов Геннадій Олександрович, Тининика Людмила Миколаївна, Бєлочкіна Ірина Владиславівна.